# ブリッドポート子爵
ブリッドポート子爵（英: Viscount Bridport）はイギリスの子爵、貴族。連合王国貴族爵位。これまでに二度創設されており、いずれもフッド家に対する叙爵である。
一族と関連のあるブロンテ公爵(1799年創設の両シチリア王国貴族爵位)に関しても触れる。

## 歴史

### フッド提督に対する叙爵

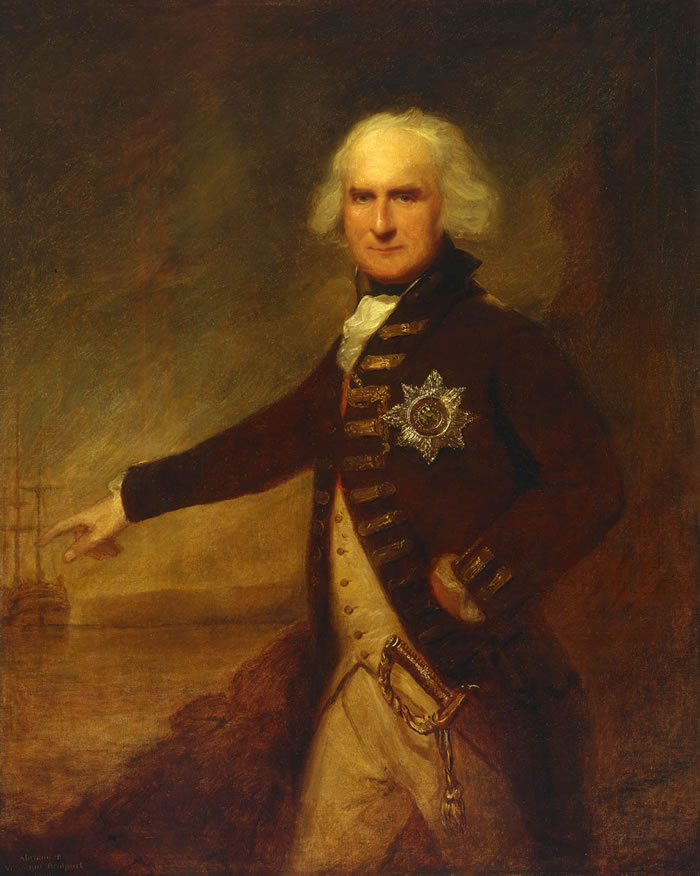
初代子爵(第1期)アレグザンダー・フッド提督

子爵家の祖アレグザンダー・フッド提督(1726-1814)はサミュエル・フッド提督の実弟で、七年戦争やフランス革命戦争期を活躍した海軍軍人である。フッドは1794年11月14日にアイルランド貴族として「クリケット・セント・トマスのブリッドポート男爵(Baron Bridport, of Cricket St Thomas)」に叙された。彼はグロワ島の海戦を指揮したのち、1796年6月13日にグレートブリテン貴族爵位の「サマセット州クリケット・セント・トマスのブリッドポート男爵(Baron Bridport, of Cricket St Thomas in the County of Somerset)」を授けられている。フッドは海軍を引退すると、1800年6月16日にもグレートブリテン貴族の「サマセット州クリケット・セント・トマスのブリッドポート子爵(Viscount Bridport, of Cricket St Thomas in the County of Somerset)」を得ている。
一連の爵位のうち、1794年創設の男爵位のみは又甥サミュエル・フッド及び叔父アレグザンダー・フッドにも相続を認める特別継承権が付与されていた。そのため子供のない提督の死後に2つの爵位は廃絶したが、1796年創設分のみは又甥サミュエル(2代男爵,1788-1868)に継承されている。

### 子爵位の復権と公爵位継承

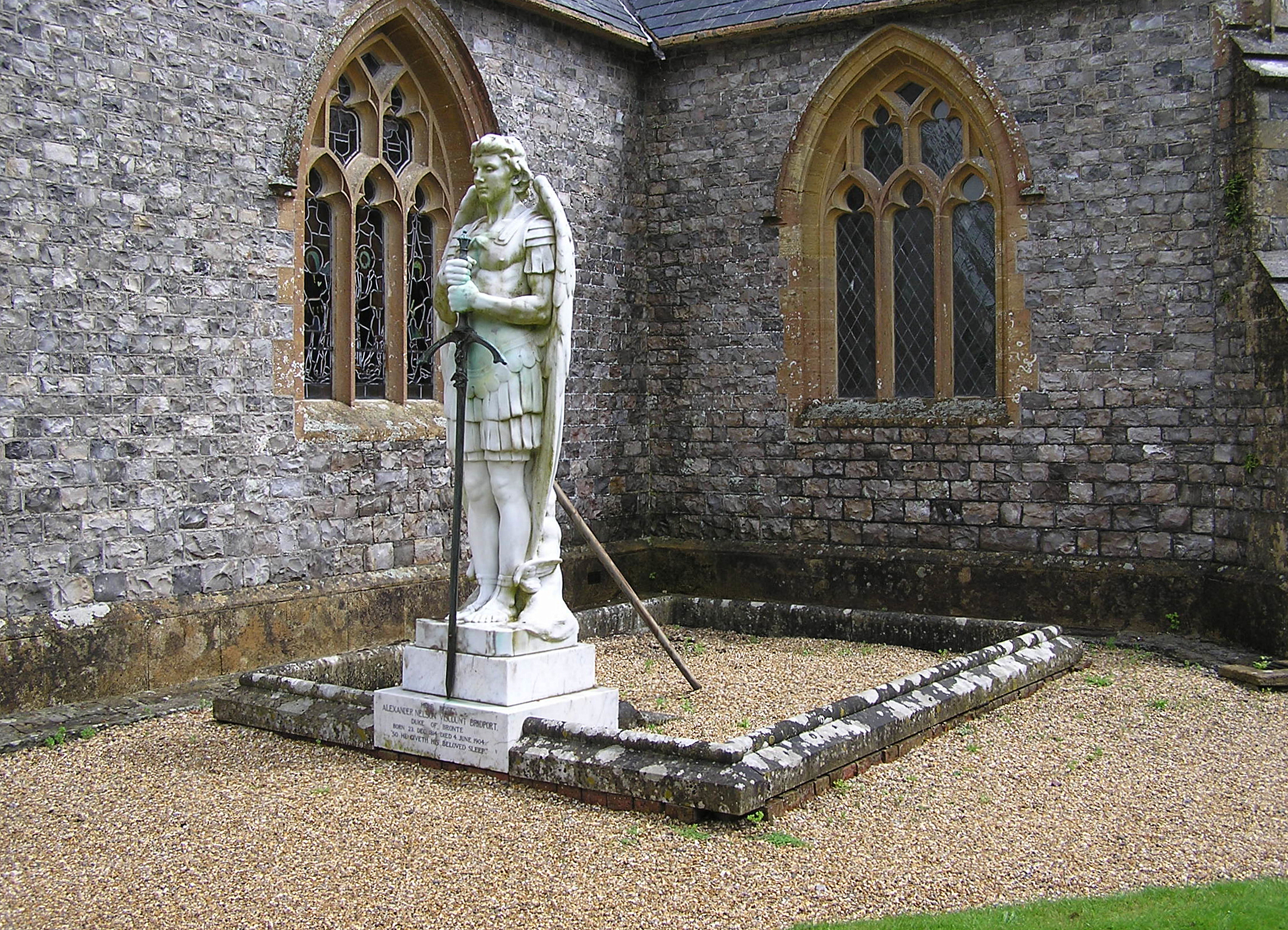
セント・トマス教会にある初代子爵の記念碑。

そのサミュエルの子である3代男爵アレグザンダー(1814-1904)は、女王ヴィクトリアや国王エドワード7世の侍従を務めた廷臣である。彼は襲爵から5か月後の1868年7月6日に「ブロンテ及びサマセット州クリケット・セント・トマスのブリッドポート子爵(Viscount Bridport, of Cricket St Thomas in the County of Somerset, and of Bronte)」に昇叙して、子爵位の復権を果たした。彼が現在まで続く子爵家の直接の祖となった。さらに、アレグザンダーは1873年に母からホレーショ・ネルソン提督を始祖とする両シチリア王国貴族爵位「ブロンテ公爵(Duke of Bronté)」を継承した。これ以降は初代子爵の直系男子によって爵位は継承され続けている。
初代子爵ののちはその長男アーサーが子爵位を継承した一方、ブロンテ公爵位はヤンガーソンの一人アレグザンダー(5代公、1854-1937)が継承した。これはブロンテ公爵位には特別継承が許されており、「爵位保持者は任意の次期譲受人を定めることができる」旨が規定されていたためである。
2代子爵アーサー(1839-1924)には長男モーリス(1881-1915)がいたが、彼は第一次世界大戦(ガリポリの戦い)時に戦死したため、孫のロウランドが爵位を襲った。
3代子爵ロウランド(1911-1969)は5代公アレグザンダーの死去後にブロンテ公爵を継承、公爵位は再び子爵家当主が帯びることとなった。
その息子である4代子爵アレグザンダー(1948-)が子爵家現当主である。

## 現当主の保有爵位
現当主である第4代ブリッドポート子爵アレクサンダー・ネルソン・フッドは、以下の爵位を有する。
- 第4代ブロンテ及びサマセット州クリケット・セント・トマスのブリッドポート子爵
(4th Viscount Bridport, of Cricket St Thomas in the County of Somerset, and of Bronte)
(1868年7月6日の勅許状による連合王国貴族爵位)
- 第6代クリケット・セント・トマスのブリッドポート男爵(6th Baron Bridport, of Cricket St Thomas)
(1794年11月14日の勅許状によるアイルランド貴族爵位)

### 海外爵位
- 第7代ブロンテ公爵(7th Duke of Bronté)
(1799年創設の両シチリア王国貴族爵位)

## 一覧

### ブリッドポート男爵（1794年）
- 初代ブリッドポート男爵アレグザンダー・フッド (1726–1814) (1800年にブリッドポート子爵叙爵)

### ブリッドポート子爵（第1期;1800年）
- 初代ブリッドポート子爵アレグザンダー・フッド (1726-1814) (1814年ブリッドポート子爵位廃絶)

### ブリッドポート男爵（1794年）
- 第2代ブリッドポート男爵サミュエル・フッド (1788–1868)
- 第3代ブリッドポート男爵アレグザンダー・ネルソン・フッド（英語版） (1814–1904) (1868年にブリッドポート子爵叙爵)

### ブリッドポート子爵（第2期;1868年）
- 初代ブリッドポート子爵アレグザンダー・ネルソン・フッド（英語版） (1814–1904) (1873年にブロンテ公爵を継承)
- 第2代ブリッドポート子爵アーサー・ウェリントン・アレグザンダー・ネルソン・フッド（英語版） (1839–1924)
- 第3代ブリッドポート子爵ロウランド・アーサー・ハーバート・ネルソン・フッド（英語版） (1911–1969)
- 第4代ブリッドポート子爵アレグザンダー・ネルソン・フッド（英語版） (1948-)

爵位の法定推定相続人は、現当主の息子であるペレグリン・アレグザンダー・ネルソン・フッド閣下(1974-)。
法定推定相続人の推定相続人は、その異母弟アンソニー・ネルソン・フッド閣下(1983-)。

## ブロンテ公爵（1799年）

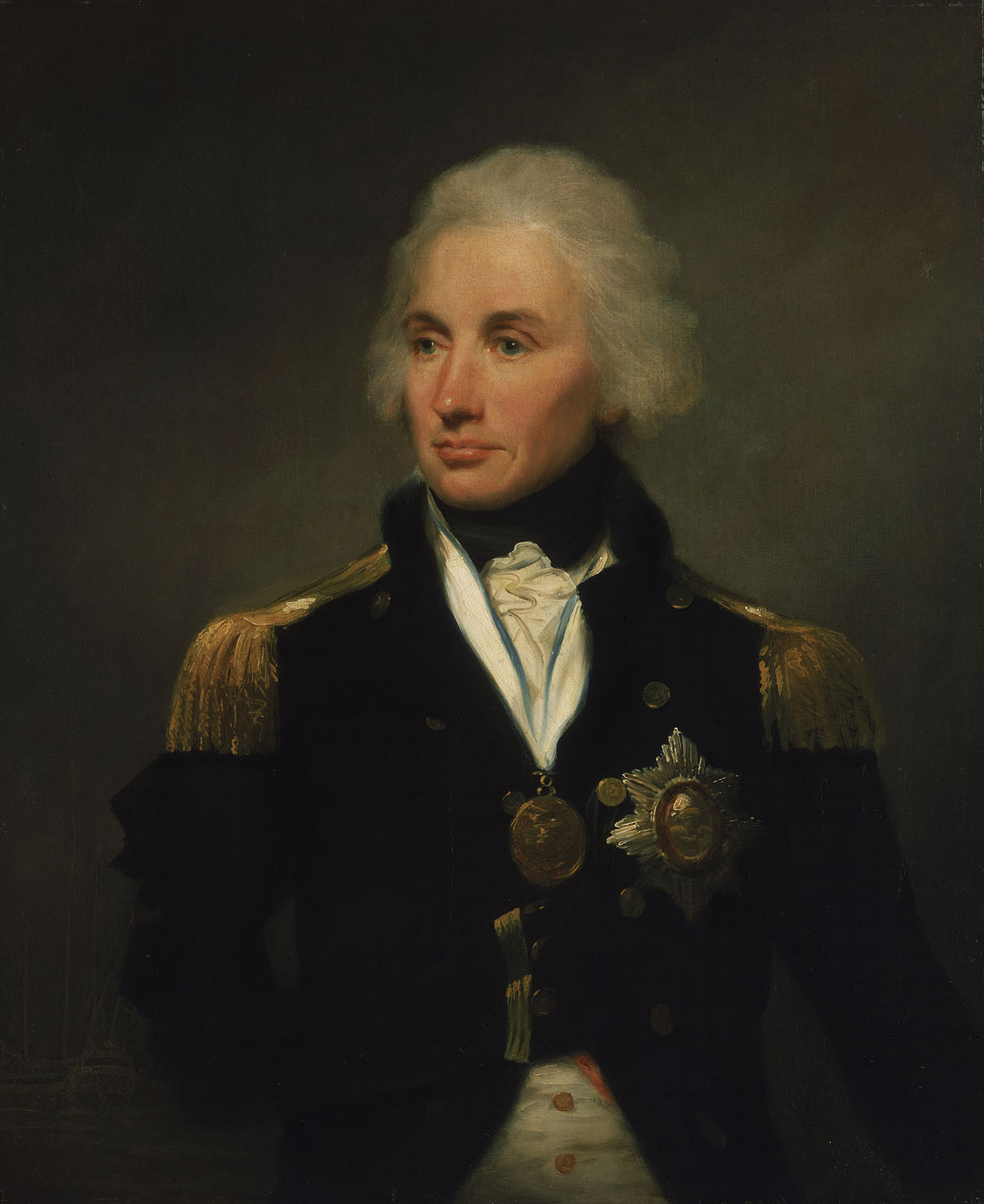
初代ブロンテ公爵ホレーショ・ネルソン

- 初代ブロンテ公爵（初代ネルソン子爵）ホレーショ・ネルソン (1758–1805)
- 第2代ブロンテ公爵（初代ネルソン伯爵）ウィリアム・ネルソン（英語版） (1757–1835)
- 第3代ブロンテ公爵シャーロット・メアリー・フッド（英語版） (1787–1873)
- 第4代ブロンテ公爵アレグザンダー・ネルソン・フッド（英語版） (1814–1904)
- 第5代ブロンテ公爵アレグザンダー・ネルソン・フッド（英語版） (1854–1937)
- 第6代ブロンテ公爵ロウランド・アーサー・ハーバート・ネルソン・フッド（英語版） (1911–1969)
- 第7代ブロンテ公爵アレグザンダー・ネルソン・フッド（英語版） (1948-)

爵位の法定推定相続人は、現当主の息子であるペレグリン・アレグザンダー・ネルソン・フッド閣下(1974-)。
法定推定相続人の推定相続人は、その長女であるアナ・リンダ・ネルソン・フッド(2016-)。

### 註釈
1. ↑  紋章中の1st部分及び4th部分がネルソン伯爵家のもの、2nd及び3rd部分がアレグザンダー・フッド提督をはじめとするフッド家の紋章。
2. ↑  初代子爵の実兄はサミュエル・フッド提督だが、その長男ヘンリー・フッドの次男にあたる人物。
3. ↑  初代子爵の父サミュエル・フッドはフッド家の三男にあたるが。その長兄にあたる人物。